# Station Garbatka Letnisko
Station Garbatka Letnisko is een spoorwegstation in de Poolse plaats Garbatka-Letnisko.